# Drombany Dovecote

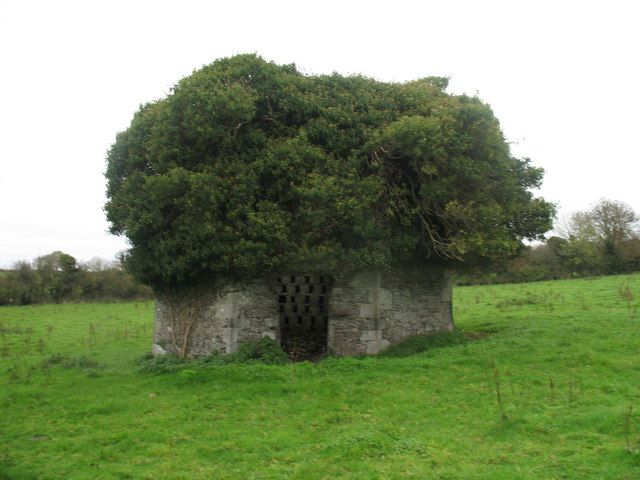
Drombany Dovecote

Die Geschichte des oktogonalen Drombany Dovecote (deutsch „Taubenschlag von Drombany“) im Townland Drombanny oder Drombany (irisch Drom Bainne) im County Limerick in Irland ist unbekannt. Auf alten Karten findet sich ganz in der Nähe der Eintrag „Castle“ und es kann sein, dass das mit Efeu überwachsene Gebäude zu einer Burg gehörte. Taubenschläge können in englischsprachigen Unterlagen als „Culverhouse“ erscheinen, in Schottland als „Doocot“ und auf Latein als „Kolumbarium“ bezeichnet werden. 
Der Drombany Dovecote kann durch eine Türöffnung mit Sturz im Südwesten betreten werden. Der Taubenschlag ist etwa fünf Meter hoch, und seine Innenwände sind mit Hunderten von Taubennischen versehen. Taubenschläge werden auch bei alten Klöstern (Kilcooly Abbey, im County Tipperary und Ballybeg East, in Buttevant, im County Cork) gefunden.